# Cortinarius argentatus
Cortinarius argentatus (Christian Hendrik Persoon, 1801 ex Elias Magnus Fries 1838) a încrengăturii Basidiomycota, din familia Cortinariaceae și de genul Cortinarius, este o specie de ciuperci necomestibile devenită foarte rară în prezent care coabitează, fiind un simbiont micoriza (formează micorize pe rădăcinile arborilor). Un nume popular nu este cunoscut. În România, Basarabia și Bucovina de Nord trăiește de la câmpie la munte în grupuri, pe sol bogat, lutos, în zone umede și umbrite, în păduri de foioase și mixte cu predilecție sub stejari. Timpul apariției este din (august) septembrie până în noiembrie.

## Taxonomie

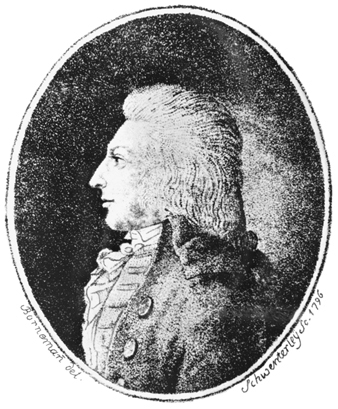
C. H. Persoon

Numele binomial a fost determinat de cunoscutul micolog bur Christian Hendrik Persoon în volumul 1 al operei sale Synopsis methodica Fungorum din 1801 drept Agaricus argentatus.
Apoi, în 1838, renumitul savant Elias Magnus Fries a transferat specia la genul Cortinarius sub păstrarea epitetului, de verificat în cartea sa Epicrisis systematis mycologici, seu synopsis hymenomycetum, fiind și numele curent valabil (2023). 
Sinonim obligatoriu este Inoloma argentatum a botanistului german Friedrich Otto Wünsche din 1877, bazând pe descrierea lui Persoon.
Toate celelalte încercări de redenumire și variații descrise (vezi infocaseta) sunt acceptate sinonim. 
Epitetul este derivat din cuvântul latin (latină argenteus=argintiu, împodobit cu argint, datorită aspectului alb-argintiu al pălăriei.

## Descriere

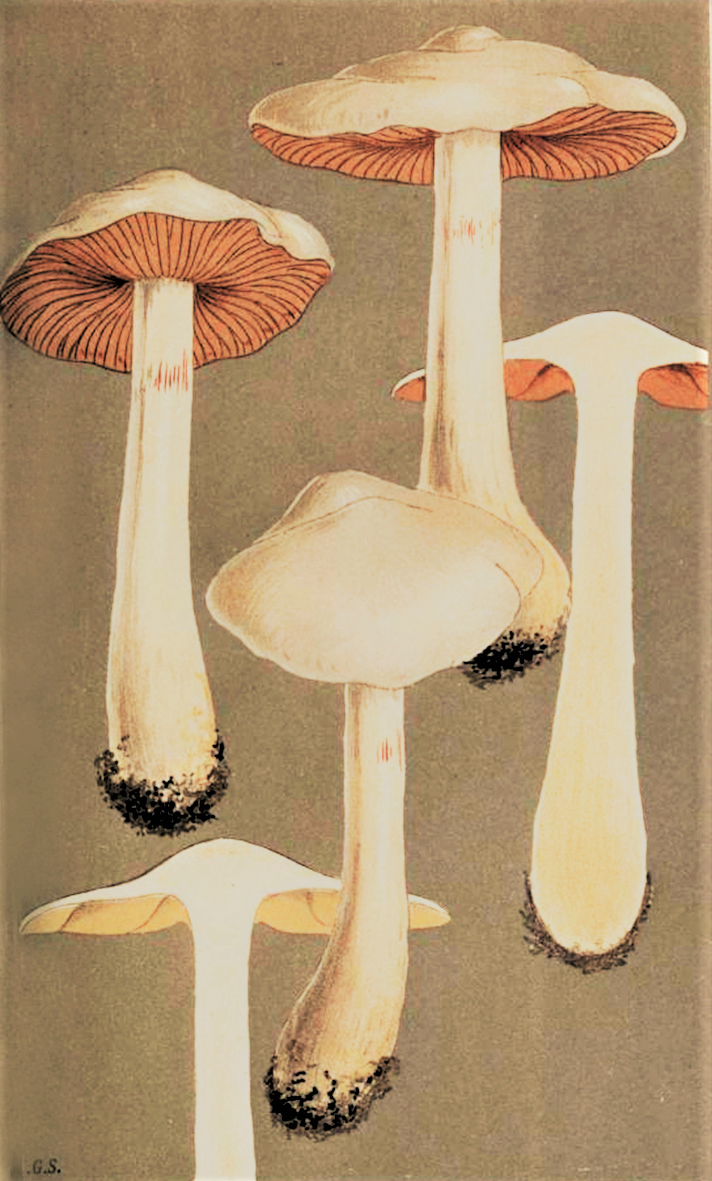
Cooke - Cortinarius argentatus

- Pălăria: cărnoasă are un diametru între 5 și 9 (11) cm, este la început boltită emisferic cu marginile răsucite spre interior, devine apoi convexă, aproape în formă de clopot și în sfârșit plată cu o cocoașă lată și scăzută precum o margine proeminentă, adesea ondulată. Cuticula uscată și higrofană, în tinerețe acoperită de un strat de voal fibrinos și mătăsos alb-argintiu, este netedă precum încarnată fin fibros. Coloritul, inițial alb argintiu cu nuanțe slabe liliachie, apoi mai mult sau mai puțin liliachiu deschis, se decolorează cu timpul ocru murdar, începând în centru.
- Lamelele: subțiri, în tinerețe dense, apoi mediu distanțate, sunt intercalate și bifurcate precum bombate spre precum aderate la picior, fiind învăluite la început de o cortină alb-liliachie asemănător unui păienjeniș, rest al vălului parțial. Coloritul, mai întâi gri-violet deschis, se decolorează apoi crem-ocraceu până violet-maroniu și în sfârșit puternic brun-roșiatic. Muchiile albicioase sunt crestate.
- Piciorul: de 6-8 cm lungime și de 1-1,5 lățime (la bază mai gros) este solid, plin pe dinăuntru, zvelt și cilindric, dar spre bază clar îngroșat, preponderent bulbos. Suprafața de fapt netedă este acoperită pentru un anumit timp în întregime de fibrile fine, tomentoase, alb-argintii (resturi ale vălului universal). Coloritul este violaceu deschis, spre vârf mai puternic, devenind cu timpul crem-ocru deschis. Bulbul rămâne alb, dar se decolorează în vârstă slab maroniu. Nu prezintă un inel.
- Carnea: compactă este albicioasă cu nuanțe de ocru în pălărie, în picior slab violetă, spre vârf mai izbitoare. Are un miros nu prea plăcut de varză cu o componentă de ridiche, gustul fiind blând.
- Caracteristici microscopice: are spori ocru-maronii, în mare parte larg elipsoizi cu vârfuri obtuze, pe suprafață de verucozitate medie, măsurând 8,2-9,5 x 5-5,5 microni. Pulberea lor este brun-ruginie. Basidiile clavate prezintă 4 sterigme fiecare.[9]
- Reacții chimice: cuticula se decolorează cu hidroxid de potasiu de 30%, cărămiziu și cu fenol măsliniu. Carnea nu reacționează.[10]

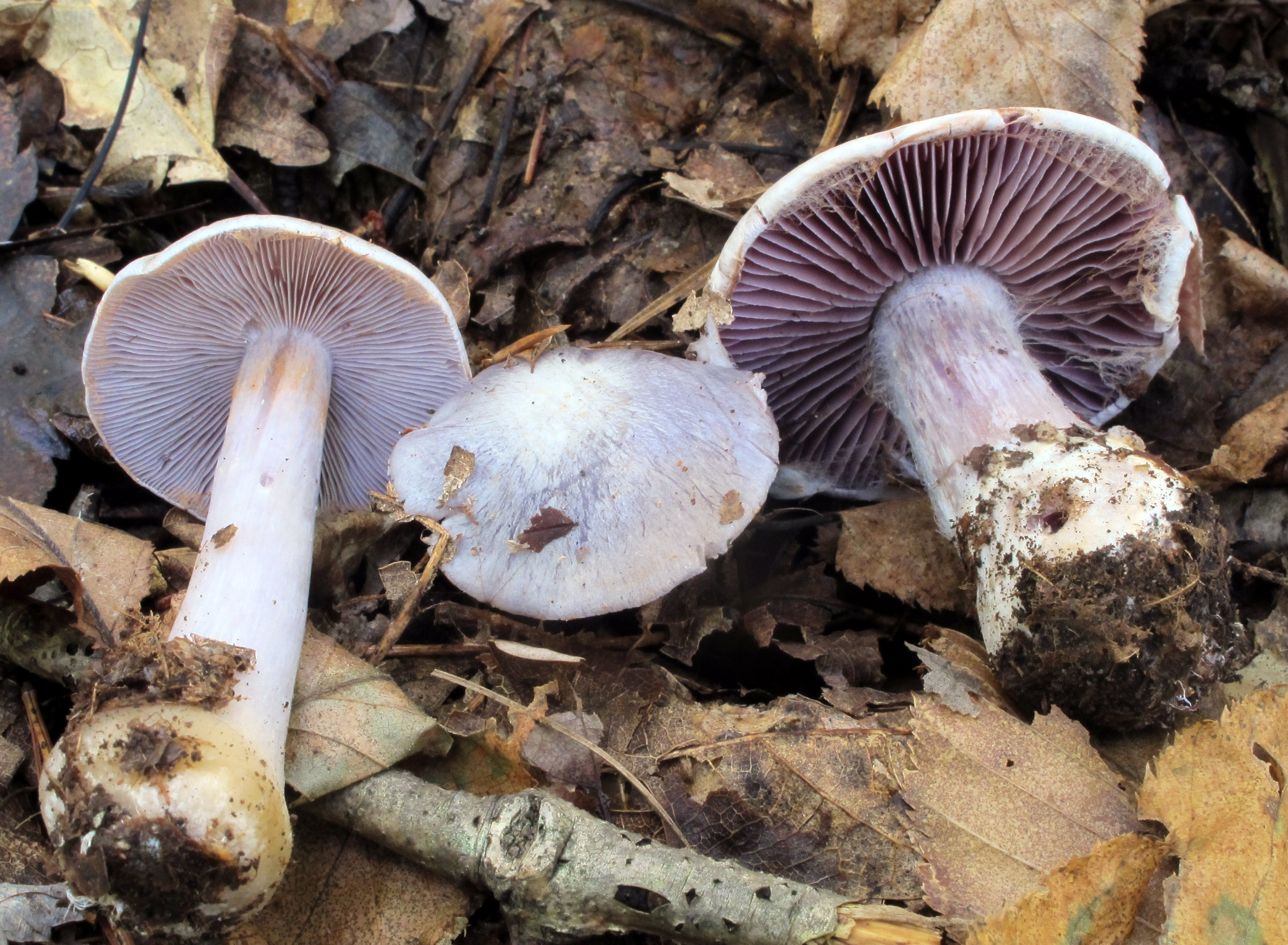
C. argentatus: pălărie lamele și picior

## Confuzii
Specia poate fi confundată de exemplu cu Cortinarius alboviolaceus (necomestibil, în tinerețe cu lamele gri-violete, miros și gust de cartofi cruzi), Cortinarius anomalus (comestibil), Cortinarius argutus (necomestibil), Cortinarius caerulescens (necomestibil, Cortinarius camphoratus (necomestibil), Cortinarius iodes (comestibil, cu cuticulă mucoasă, în tinerețe cu lamele violete, carnea fiind albă, miros și gust neostentativ), Cortinarius malachius (necomestibil), Cortinarius subargentatus (necomestibil),<ref<Helmut Gams (ed.): Meinhard Michael Moser: „Kleine Kryptogamenflora Mitteleuropas”, ediția a 3-a, vol. II/b 2 „Röhrlinge und Blätterpilze”, Editura Gustav Fischer, Stuttgart 1967, p. 310, nr. 2016</ref> Cortinarius traganus (otrăvitor) sau chiar și cu Clitocybe nebularis (limitat comestibil), Entoloma bloxamii (comestibil) sau Lepista nuda (comestibilă).

## Specii asemănătoare în imagini

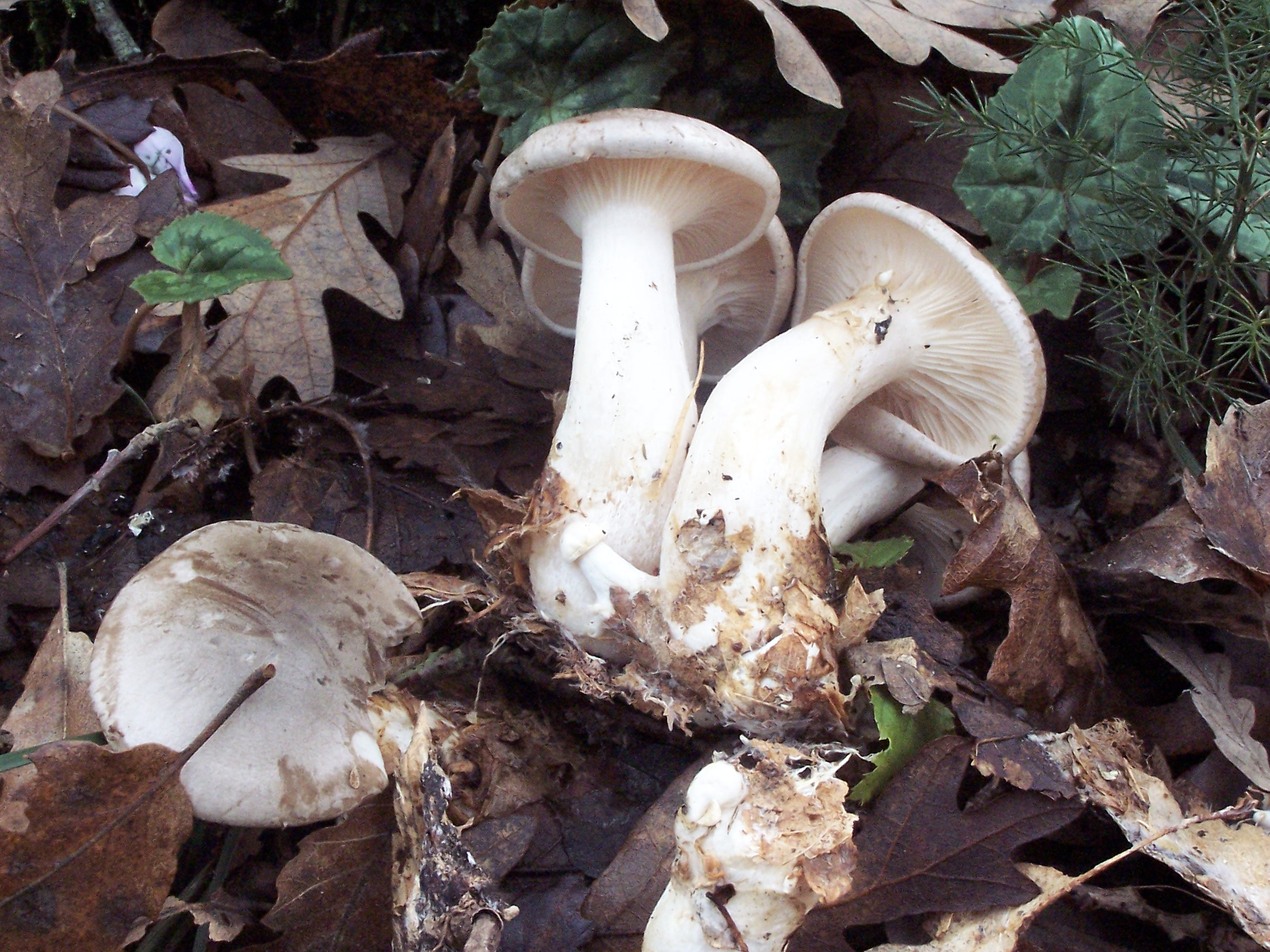
Clitocybe nebularis
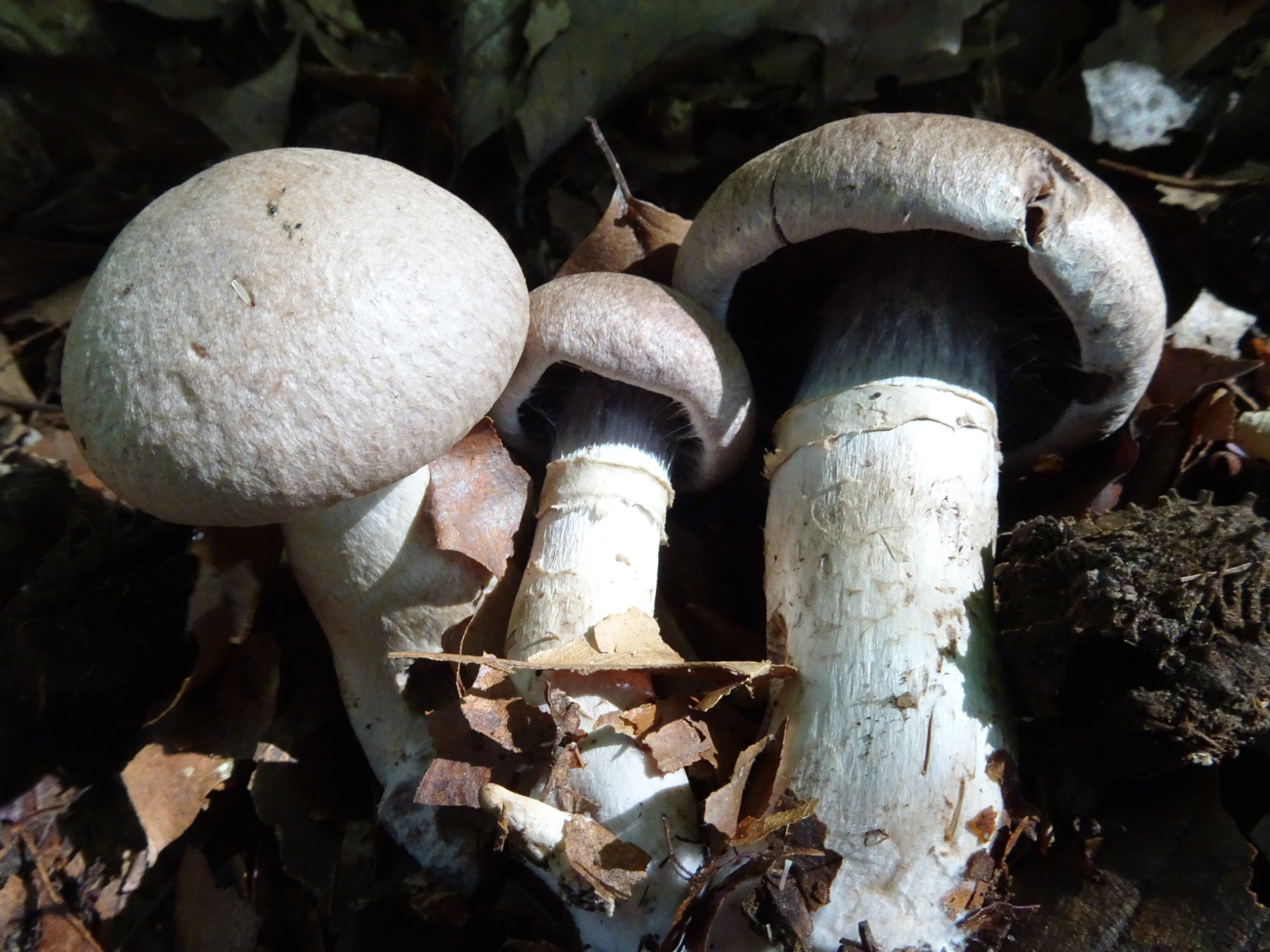
Cortinarius anomalus
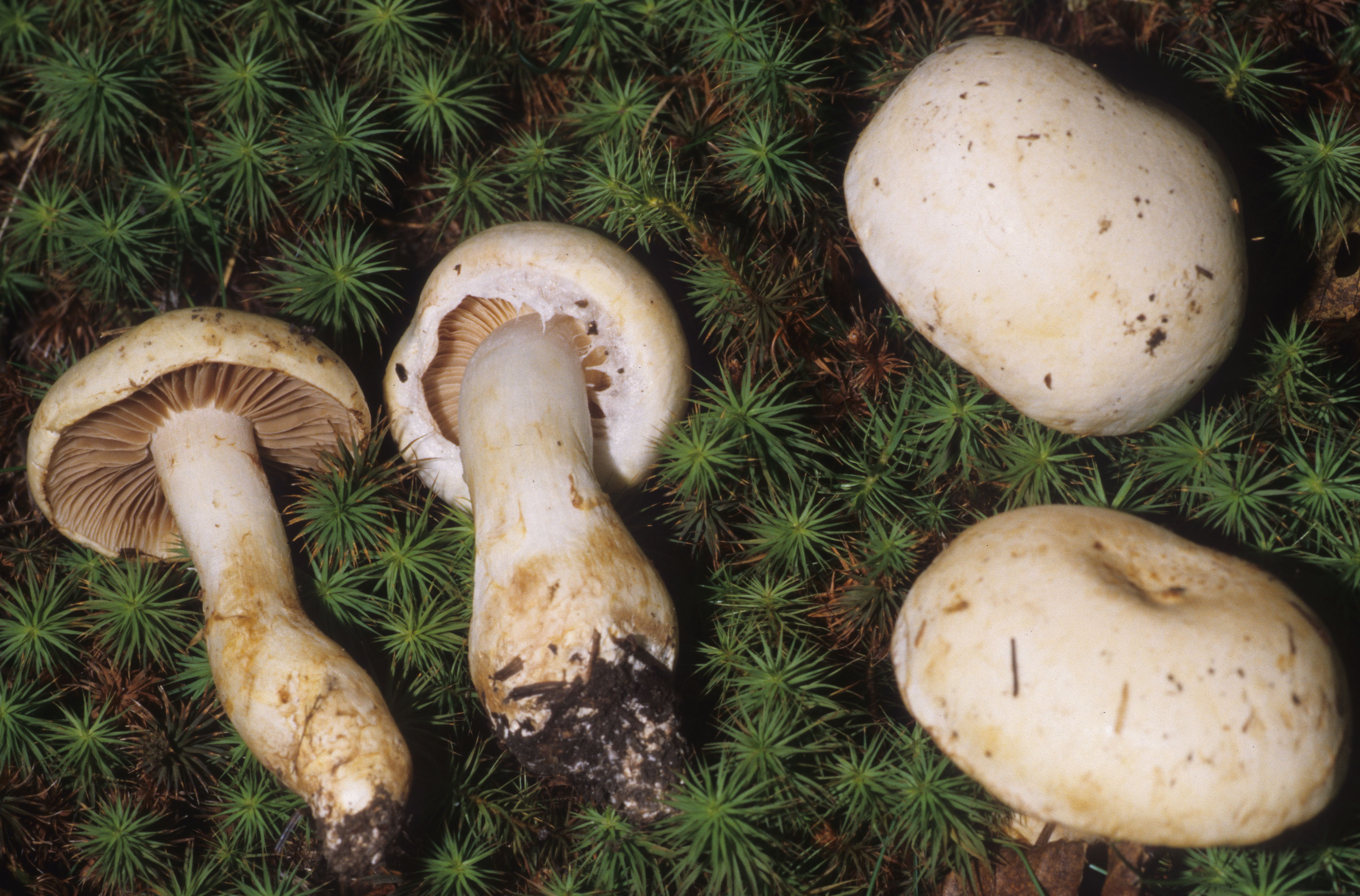
!Cortinarius argutus!
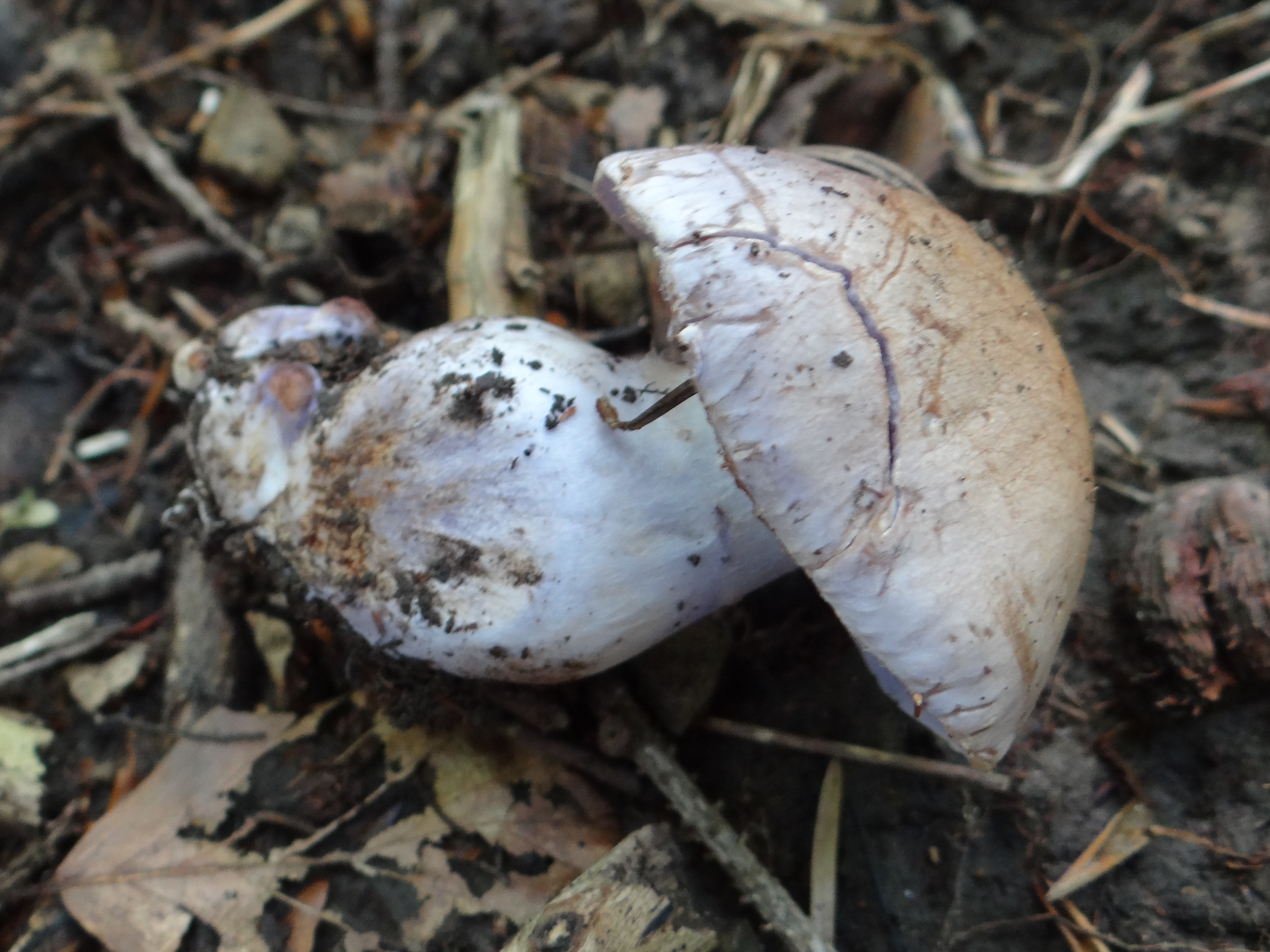
!Cortinarius alboviolaceus!
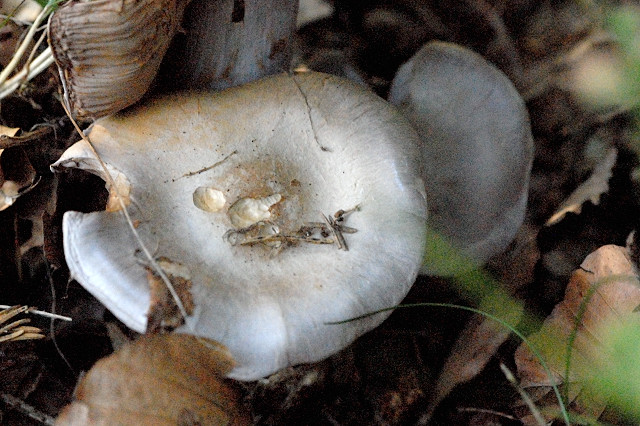
!Cortinarius caerulescens!
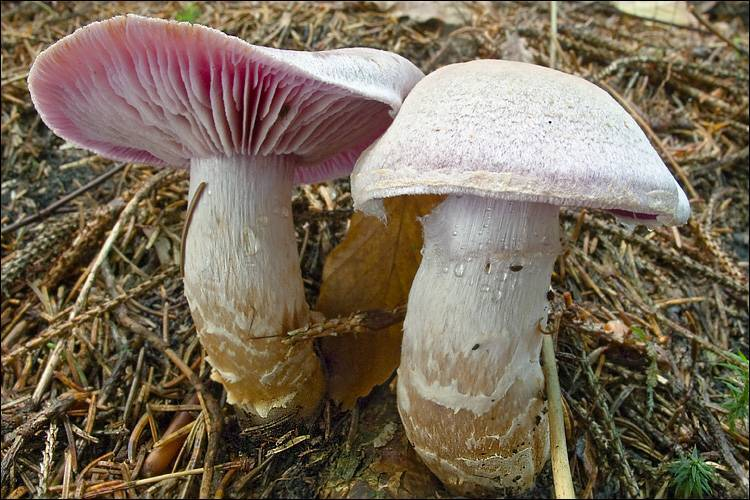
!Cortinarius camphoratus!

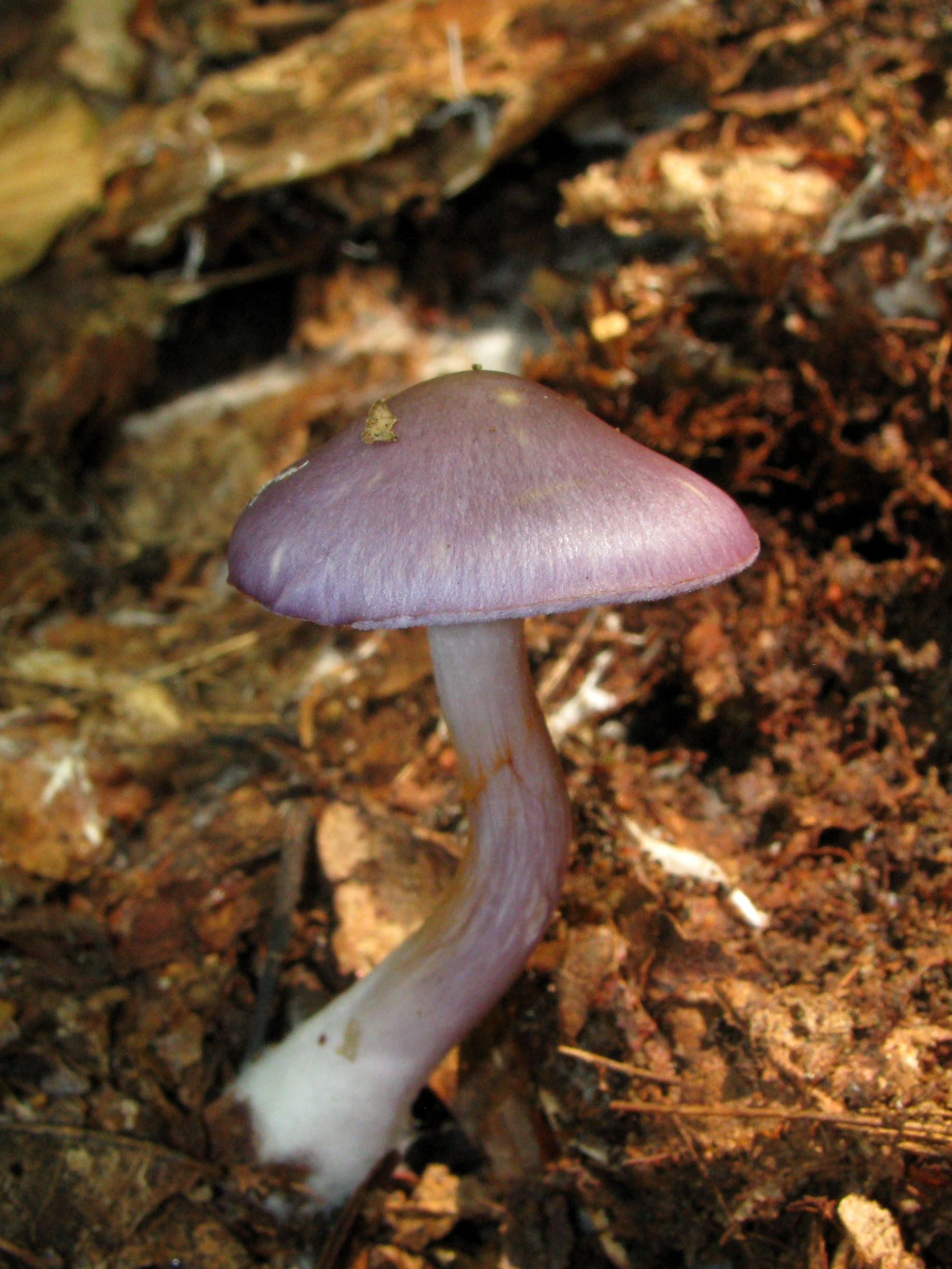
Cortinarius iodes
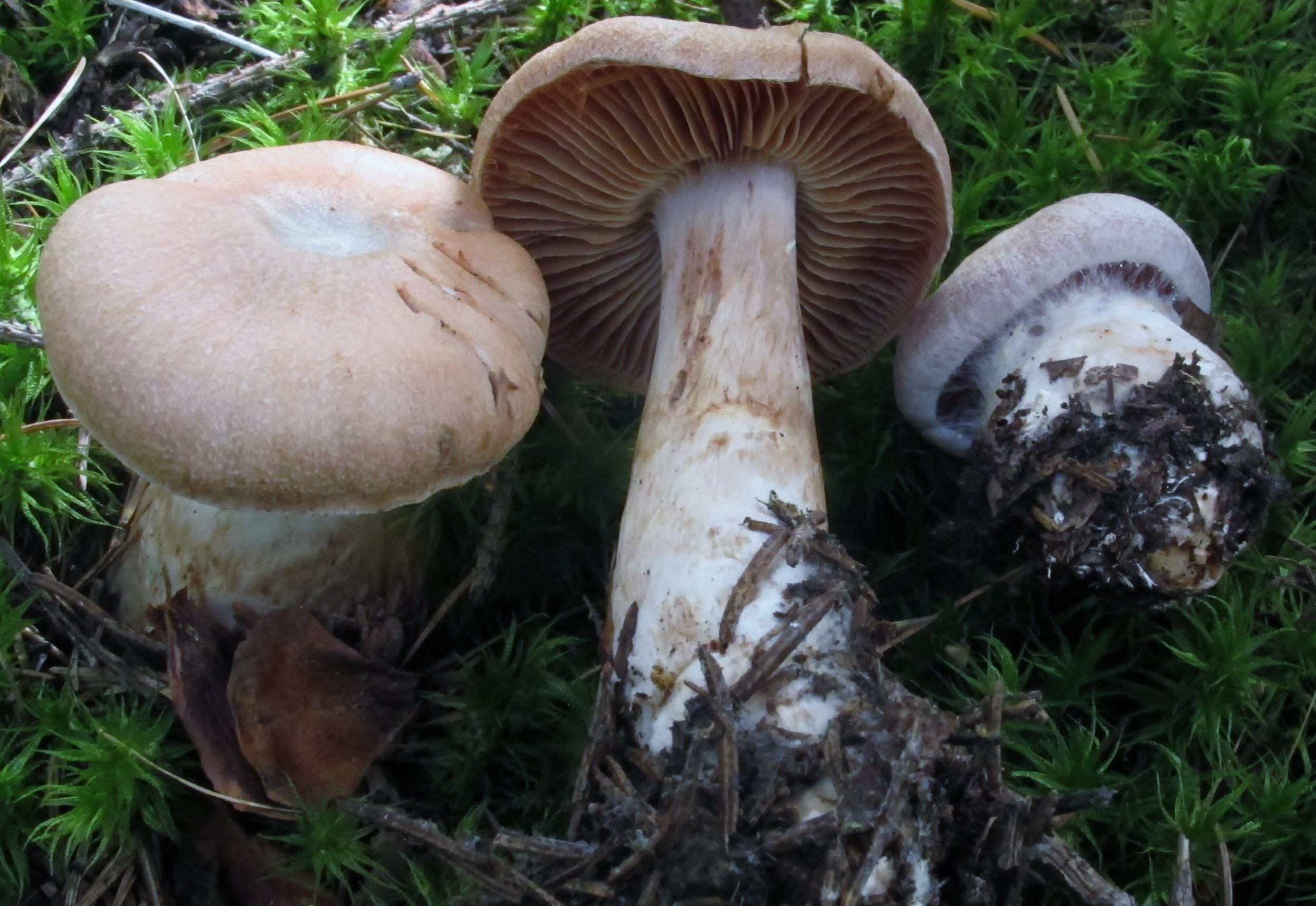
!Cortinarius malachius!
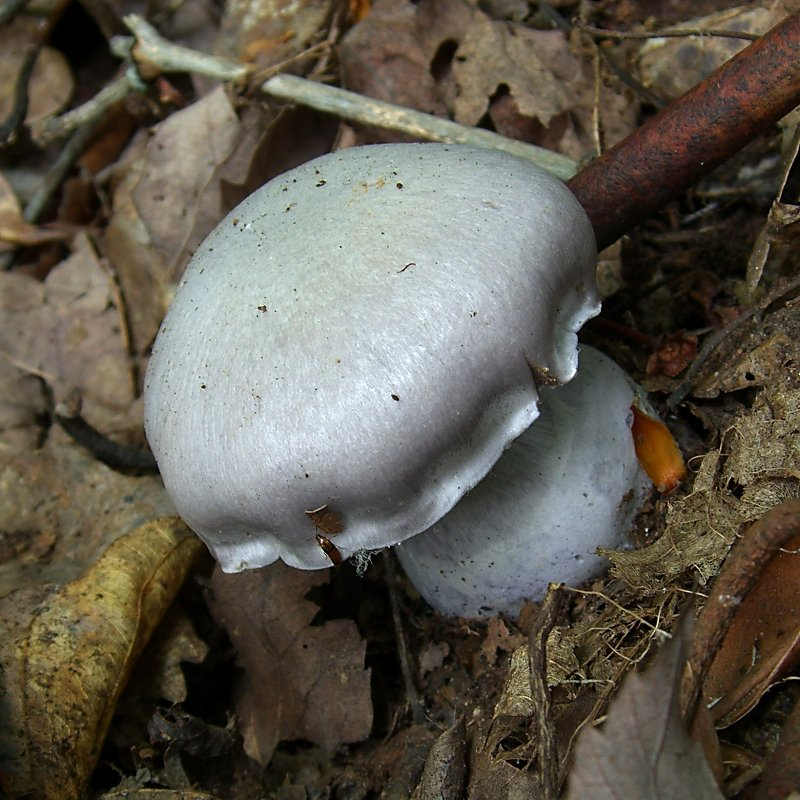
!Cortinarius subargentatus!
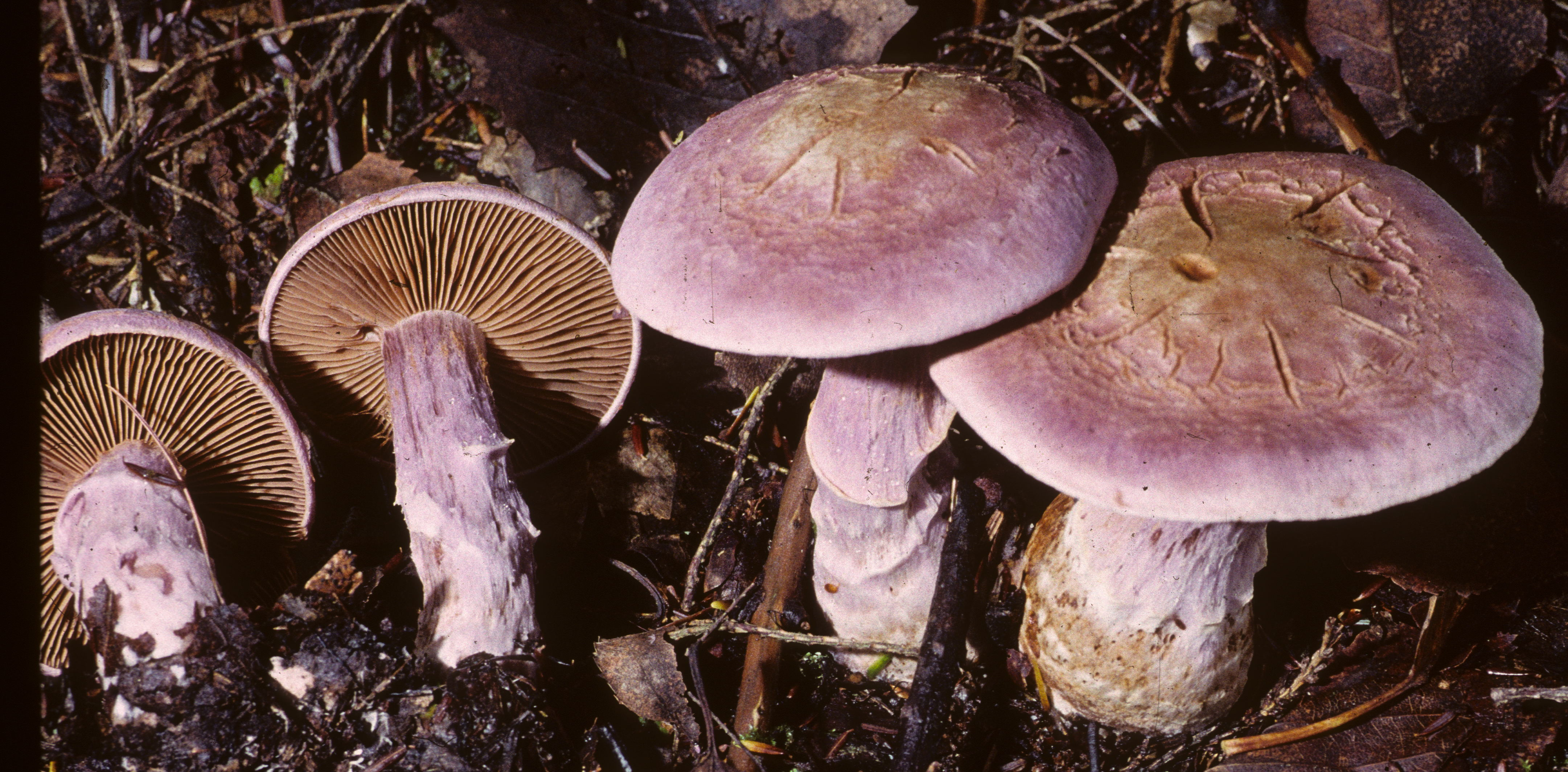
!!Cortinarius traganus!!
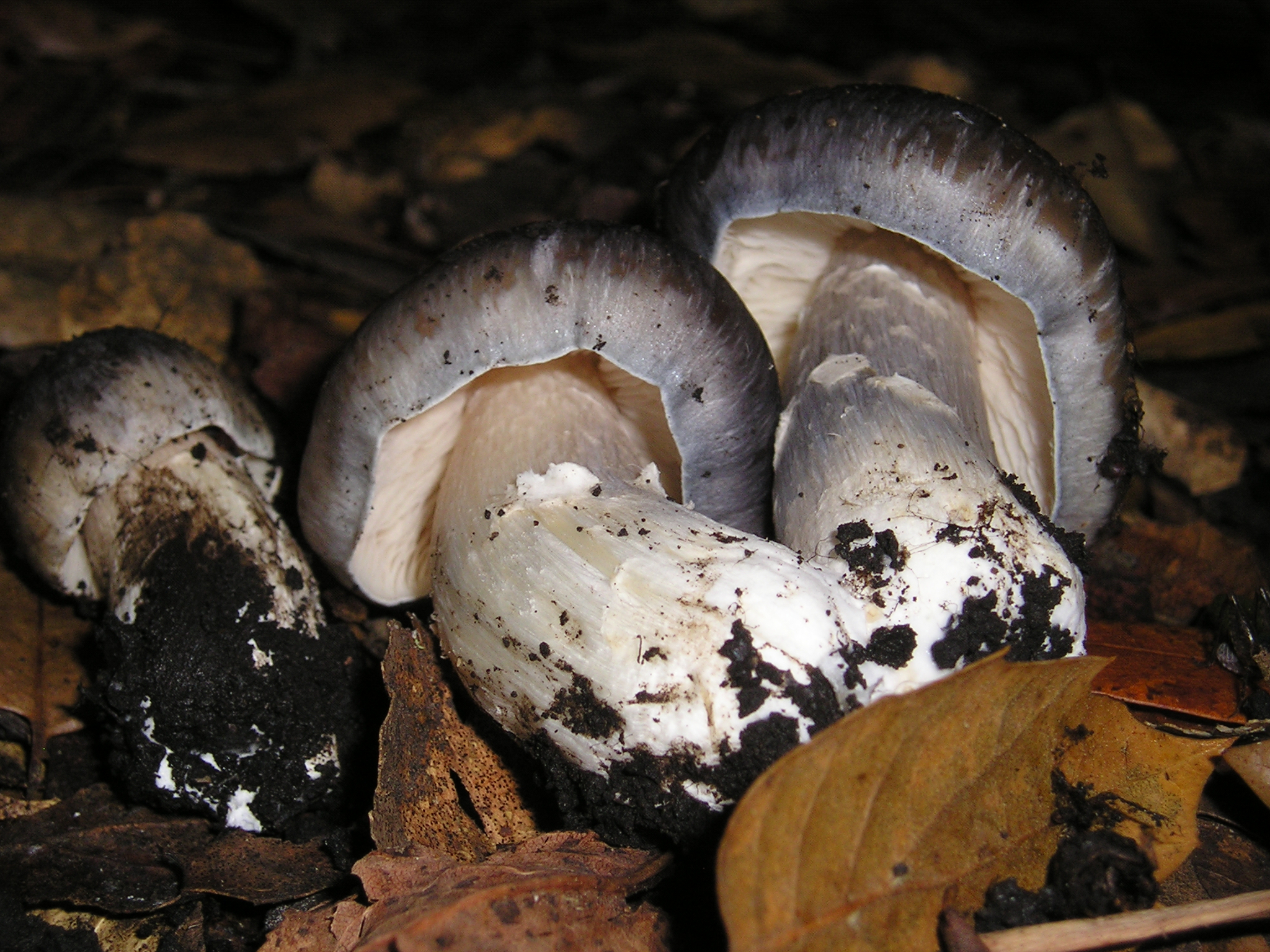
Entoloma bloxamii
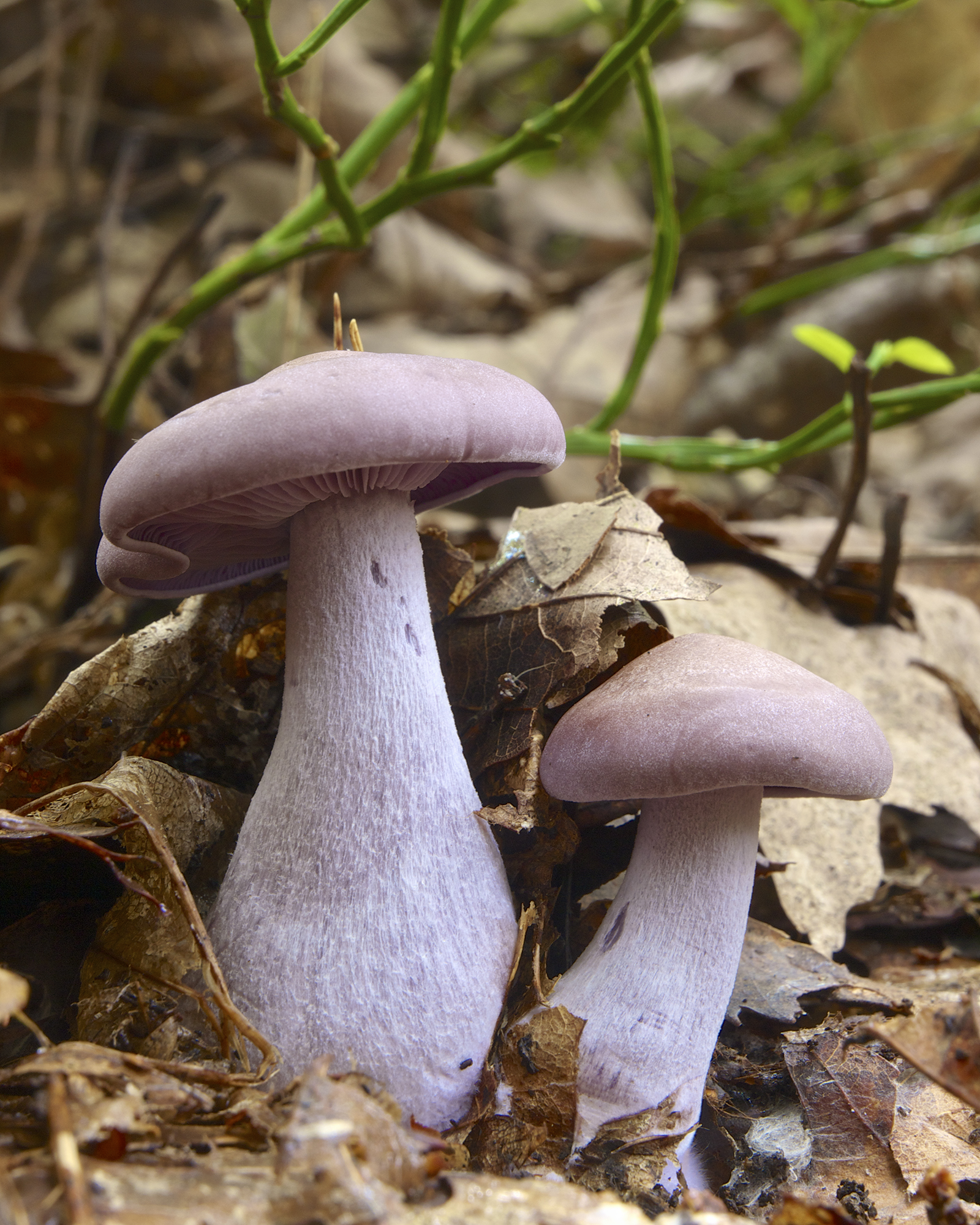
Lepista nuda

## Valorificare
Cortinarius argentatus nu este otrăvitor, dar necomestibil din cauza mirosului neplăcut.